# Traumtänze
Traumtänze ist der 1978 im Greifenverlag erschienene erste Roman des DDR-Schriftstellers Egon Aderhold.

## Inhalt
Anke Wernher, 36 Jahre alt, Restauratorin auf der Berliner Museumsinsel, lebt mit ihrem zweiten Mann Jochen und den gemeinsamen drei Söhnen, zehn, sieben und sechs Jahre alt, sowie der etwas über einjährigen Tochter am Rande Berlins. Das Haus, das sie zur Miete bewohnen, soll verkauft werden, und das Paar hat das Vorkaufsrecht. Jochen, kurz „Jo“, engagierter Betriebsgewerkschafts-Vorsitzender, betrachtet einen Hauskauf als „Verrat am Sozialismus“, während Anke nur die „Bürden des Besitzes“ ängstigen. (S. 38–40) Der Vorteile wegen, die das geräumige Haus mit Garten bietet, kaufen sie es. Dieser Schritt verschlimmert ihre ohnehin angespannte finanzielle Lage und kommt noch zu dem Stress der Berufspflichten und dem arbeitsintensiven Großfamilienalltag hinzu. Anke hält fest: „Das Leben einer Frau ist, ehe sie sichs versieht, eingefangen in das dichtmaschige Netz der Familie.“ (S. 237)
Mit Jochen harmoniert Anke nicht mehr so wie zu Anfang ihrer Beziehung, weshalb sie sich gegenüber ihrem Ex-Mann, der zum Freund und Förderer der Familie geworden ist, kritisch über die Ehe äußert. Außerdem bespricht sie mit einem Psychologen ihre gesundheitlichen und partnerschaftlichen Probleme. Das vermisste Gefühl, einfach mal nur Frau sein zu dürfen, bringt sie dazu, mit Jochens Arbeitskollegen, dem Parteisekretär Helmut Lenz, zu schlafen. Ein Gespräch zwischen Anke, Jochen und Helmut klärt die emotionalen Zugehörigkeiten, was Helmut enttäuscht abziehen lässt. Dass Jochen später ungefragt Ankes Aufzeichnungen liest, ist in Ankes Sinne und wirkt auf ihre Beziehung reinigend.

## Erzählperspektive
Anke Wernher ist die Protagonistin des Romans. Sie schreibt ihre Lebenssituation nieder und blickt zwischendurch darauf zurück, wie sich alles ergeben hat. Dabei stellt sie ein „Durcheinander von Gegenwart und Vergangenheit“ (S. 89) fest. Die Rückschau beginnt mit ihrer Arbeit als junge Restauratorin, bereits einmal geschieden und nun glücklich als Geliebte eines verheirateten Mannes. – Es ist der Tag, bevor sie Jochen kennenlernt, der selbst noch verheiratet ist.

## Weitere Themen
Neben dem Hauptthema „Familiensorgen“ diskutieren die Figuren auch Probleme des Sozialismus, wie Wohnungsbau oder betriebliche Einstellungskriterien. Nicht selten werden kritische Töne angeschlagen, so sagt Jochen an einer Stelle (S. 206) über die Höhergestellten: „Sie spielen alle ein bißchen den großkotzigen Bürger der Gründerjahre. Je mehr Geld sie haben, desto mehr umgeben sie sich mit Kunst- und Technikpomp.“

## Rezeption
Die National-Zeitung umriss den Inhalt als auf das Eheleben zentrierten Roman mit abschließender Bejahung dieser Form des Zusammenlebens. Aderhold zeige „das Aufbrechen und Überwinden von Komplikationen zwischen Eheleuten in einer großen Familie, in der alle Mitglieder durch gegenseitiges Vertrauen und durch tiefe Zuneigung aneinander gebunden sind“. „Weder Unverständnis, mangelnde Anerkennung oder Verlockung durch Dritte“ führten die Krisensituation herbei, „sondern ganz einfach die Überforderung des einen Partners“. Bewertend heißt es: „Der Autor läßt Anke Wernher selbst berichten in der ihr eigenen gefühlsbetonten, oft emphatischen und grüblerischen Art. Diese Darstellungsweise läßt keinen Raum für kritischen Abstand zu der Erzählerin und zu den anderen von ihr vorgestellten Romanfiguren. So herrscht in dem Roman ständig Gefühlshochspannung, die mitunter in komischen Kontrast zur dargestellten Wirklichkeit gerät. Dennoch: ein lesenswertes, viele problematische Seiten heutigen Zusammenlebens berührendes Buch.“
In der Neuen Zeit wurde das Stilmittel der „Verschiebung der Zeitebenen“ als lese-hinderlich angesehen. Die Innenwelt der Protagonistin sei aber „feinsinnig“ dargestellt. Ebenso werde die Bandbreite ihrer Probleme adäquat gezeichnet. Abschließend heißt es: „Formal die schon oft gebrauchte Ich-Form von Tagebuchaufzeichnungen verwendend, plädiert der Autor – sicherlich nicht immer ohne lehrhafte Vorbildabsicht – für die heile Welt, die der sozialistischen Gesellschaft auch im privaten Umkreis, in der Familie, eigen sein soll. Das gibt dem literarisch bemühten Roman das moralische Gewicht.“
Die Union schrieb, Aderholds „künstlerisch gelungener und lesenswerter Debütroman“ begnüge sich nicht mit „oberflächlicher Betrachtungsweise“, sondern zeige eine tiefe Einsicht in die Individualität, woraus in einer Partnerschaft die Notwendigkeit der Akzeptanz erwachse. „Die Fabel um Jo und Anke, behutsam, mit Einfühlungsvermögen vorgetragen, stimmt optimistisch; lernen doch beide, Schwierigkeiten gemeinsam zu überwinden und tolerant zu sein. Egon Aderhold plädiert für die Ehe, benennt sie als ein Stück erfüllter Gegenwart, das alles Bedrückende aufwiegt.“